# Kiszyniów
Kiszyniów (rum. Chișinău, cyryl. Кишинэу, wym. [kiʃiˈnəw]; jidysz קעשענעוו Keszenew, ros. Кишинёв) – stolica i największe miasto Mołdawii, zamieszkiwane przez 665,5 tys. mieszkańców.
Miasto zajmuje powierzchnię 123 km², dzieli się na 5 sektorów: Centru, Botanica, Buiucani, Rîșcani, Ciocana.

## Etymologia
Jedną z wersji jest, że nazwa Chișinău pochodzi od starorumuńskich słów chișla („źródło”) i nouă („nowy”), ponieważ miasto zostało zbudowane wokół źródła. Obecnie źródło jest zlokalizowane przy skrzyżowaniu ulic Puszkina i Albișoara.
Według Stefana Ciobanu, rumuńskiego historyka, nazwa Chișinău powstała w ten sam sposób co nazwa miasta Chișineu-Criș w zachodniej Rumunii, niedaleko granicy z Węgrami. Jego węgierska nazwa to Kisjenő, od której pochodzi rumuńska nazwa. Nazwa Kisjenő pochodzi od słów kis „małe” i Jenő „plemię”, jednego z siedmiu węgierskich plemion, które wstąpiły do Kotliny Panońskiej w 896 i dały nazwę 21 osadom.

## Historia

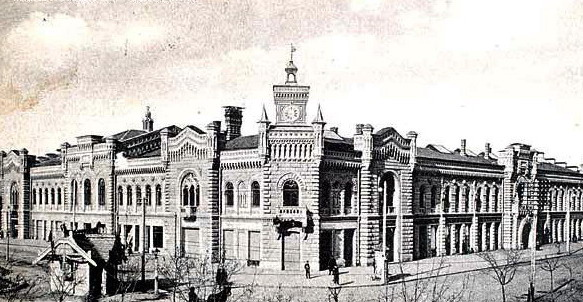
Ratusz w Kiszyniowie na pocz. XX wieku

Kiszyniów założono w 1466 na terenie Hospodarstwa Mołdawskiego, które na przełomie XV i XVI wieku dostało się pod zwierzchnictwo Turcji jako państwo wasalne. Przez wiele lat miasto było stolicą żupy (rum. județul) Lăpușna. W 1812 Kiszyniów zaanektowała Rosja, czyniąc je stolicą guberni besarabskiej. W XIX wieku miasto przebudowano i unowocześniono z inicjatywy burmistrza Karla Szmidta i pod kierunkiem architekta Aleksandra Bernardazziego; do dziś z tych czasów zachował się m.in. szachownicowy układ ulic w centrum. W 1903 w Kiszyniowie miał miejsce jeden z największych w historii pogromów ludności żydowskiej, inspirowany przez prężnie działającą w carskiej Rosji czarną sotnię (Żydzi stanowili wówczas większość mieszkańców Kiszyniowa).
W 1917 r. w Kiszyniowie rozpoczęła pracę Rada Kraju, która ogłosiła 15 grudnia autonomię Mołdawii na obszarze Besarabii w granicach państwa rosyjskiego. Równolegle w mieście powstały rady robotnicze i żołnierskie, w których na przełomie grudnia 1917 i stycznia 1918 przewagę zyskali bolszewicy. W nocy z 13 na 14 stycznia 1918 bolszewicy przeprowadzili zbrojny przewrót w Kiszyniowie i 19 stycznia wymusili na Radzie Kraju przerwanie prac, jednak po tygodniu zostali wyparci z miasta przez wkraczające, na prośbę Rady, interwencyjne wojska rumuńskie. W marcu 1918 r. Rada Kraju pod naciskiem Rumunii przegłosowała przyłączenie Besarabii do Rumunii. W rezultacie miasto po przeszło stu latach zostało ponownie zjednoczone z zachodnią Mołdawią, już w ramach powstałego w międzyczasie państwa rumuńskiego.
W 1940, na mocy ugody niemiecko-radzieckiej, Kiszyniów wraz z Besarabią został anektowany przez ZSRR. W tym samym roku została z Tyraspolu do Kiszyniowa przeniesiona stolica Mołdawii Radzieckiej. W czerwcu 1941, w wyniku agresji Niemiec i sojuszników, w tym Rumunii na ZSRR, Kiszyniów znalazł się po raz drugi w granicach Królestwa Rumunii. Wtedy przez miasto przetoczyła się kolejna fala pogromów ludności żydowskiej, eliminując niemal całkowicie Żydów z tła etnicznego miasta. W 1944 Armia Czerwona ponownie zajęła Besarabię, a Kiszyniów na powrót stał się stolicą Mołdawskiej SRR. Po rozwiązaniu ZSRR w 1991 Kiszyniów stał się stolicą niepodległej Republiki Mołdawii.

## Geografia
Kiszyniów położony jest na nizinie w centrum kraju, w jednym z bardziej urodzajnych terenów (uprawa winorośli i innych owoców), nad rzeką Byk, prawym dopływem Dniestru. Kiszyniów jest jedną z najbardziej zielonych stolic Europy.
Kiszyniów leży w strefie klimatu kontynentalnego, charakteryzującego się gorącymi i suchymi latami oraz zimnymi i wietrznymi zimami. Temperatury w zimie często spadają poniżej 0 °C, ale rzadko spadają poniżej –10 °C. Latem średnia temperatura wynosi około 25 °C, ale czasami dochodzi do 35–40 °C w środku lata w centrum miasta. Mimo że opady i wilgotność w lecie są niskie, zdarzają się burze. Temperatury wiosną i jesienią wahają się w okolicach 16–24 °C. Opady w tym czasie są zwykle mniejsze niż w lecie i są częstsze, ale łagodniejsze.

## Polityka i administracja

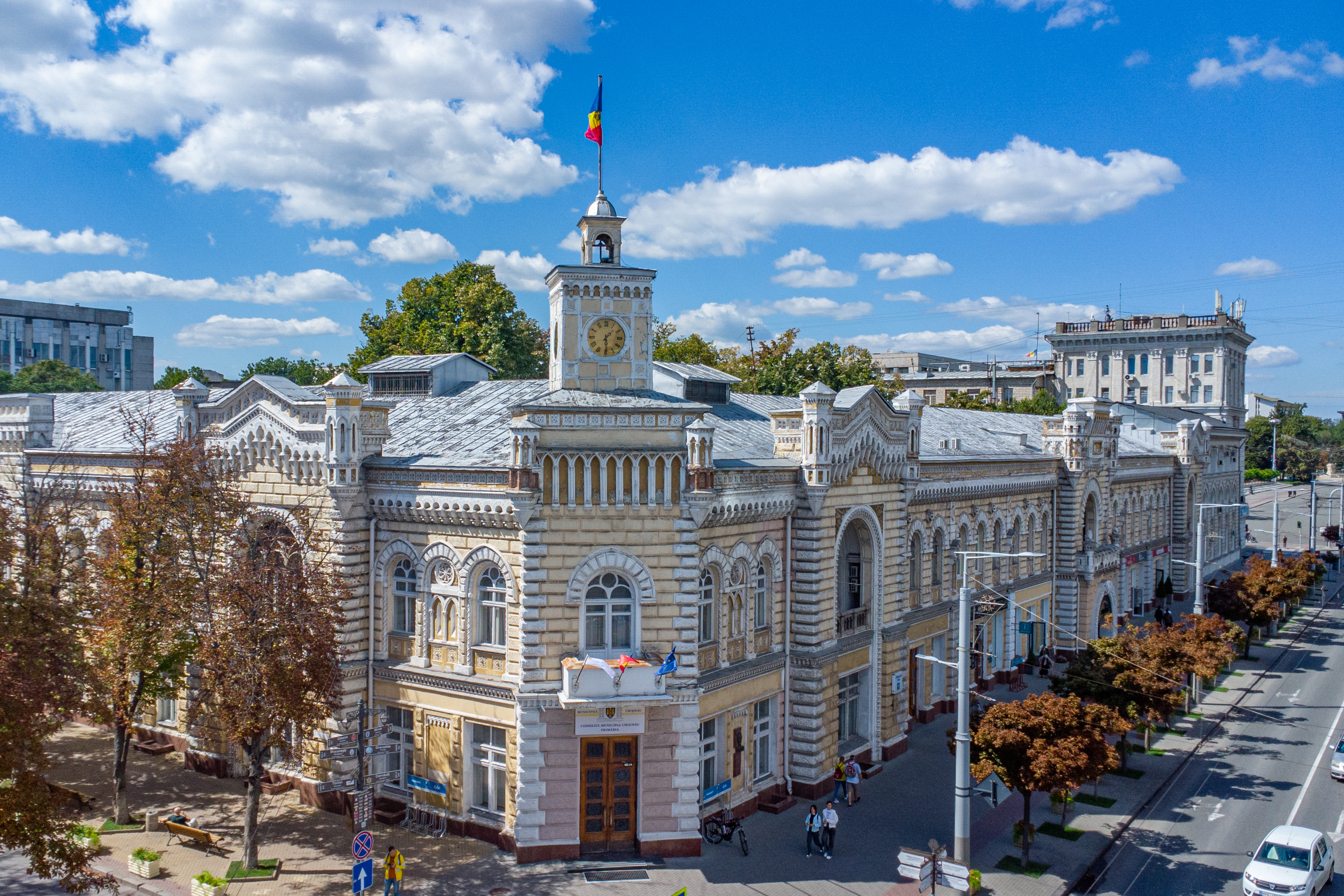
Ratusz w Kiszyniowie

Kiszyniów jest zarządzany przez Radę Miasta i Burmistrza Miasta, wybierane raz na cztery lata. Obecnym burmistrzem Kiszyniowa jest Ion Ceban. Jego poprzednikiem był Ruslan Codreanu. Zgodnie z mołdawską konstytucją, Urecheanu – wybrany do parlamentu w 2005 – jako poseł nie mógł dalej sprawować stanowiska burmistrza Kiszyniowa i zrezygnował z poprzednio zajmowanej funkcji.
Podczas jego 11-letniej kadencji została odrestaurowana wieża soboru Narodzenia Pańskiego oraz nastąpiła poprawa w zakresie transportu publicznego. Uruchomiono również nowe linie trolejbusowe oraz wydłużono istniejące linie, w celu polepszenia połączeń pomiędzy dzielnicami.
Pierwszym burmistrzem Kiszyniowa był Angel Nour w 1817. W 1941 urząd został zniesiony. Po upadku komunizmu i przywróceniu urzędu w 1990 pierwszym demokratycznie wybranym burmistrzem został Nicolae Costin.

## Demografia
Liczba ludności w poszczególnych latach:
| 1959    | 1970    | 1971     | 1979    | 1989    | 2004    | 2014       | 2024       |
| ------- | ------- | -------- | ------- | ------- | ------- | ---------- | ---------- |
| 258 910 | 415 956 | 374 tys. | 589 140 | 770 948 | 712 218 | 674,5 tys. | 665,5 tys. |

Struktura etniczna miasta w 2004:
- 67,6% – Mołdawianie*
- 13,9% – Rosjanie
- 8,3% – Ukraińcy
- 4,5% – Rumuni*
- 1,2% – Bułgarzy
- 0,9% – Gagauzi
- 1,6% – pozostałe narodowości
- 1,9% – możliwy błąd statystyczny

Dane oznaczone za pomocą * są trudne do zweryfikowania. Dla bliższego zapoznania się z problemem zobacz Mołdawianie a Rumuni w artykule Mołdawianie.
Kiszyniów jest jednym z najliczniejszych skupisk Polaków w Mołdawii.

### Język
Kiszyniów jest miastem dwujęzycznym. Większość mieszkańców posługuje się językiem rumuńskim i językiem rosyjskim. Większość napisów jest w języku rumuńskim.

## Zabytki i atrakcje turystyczne

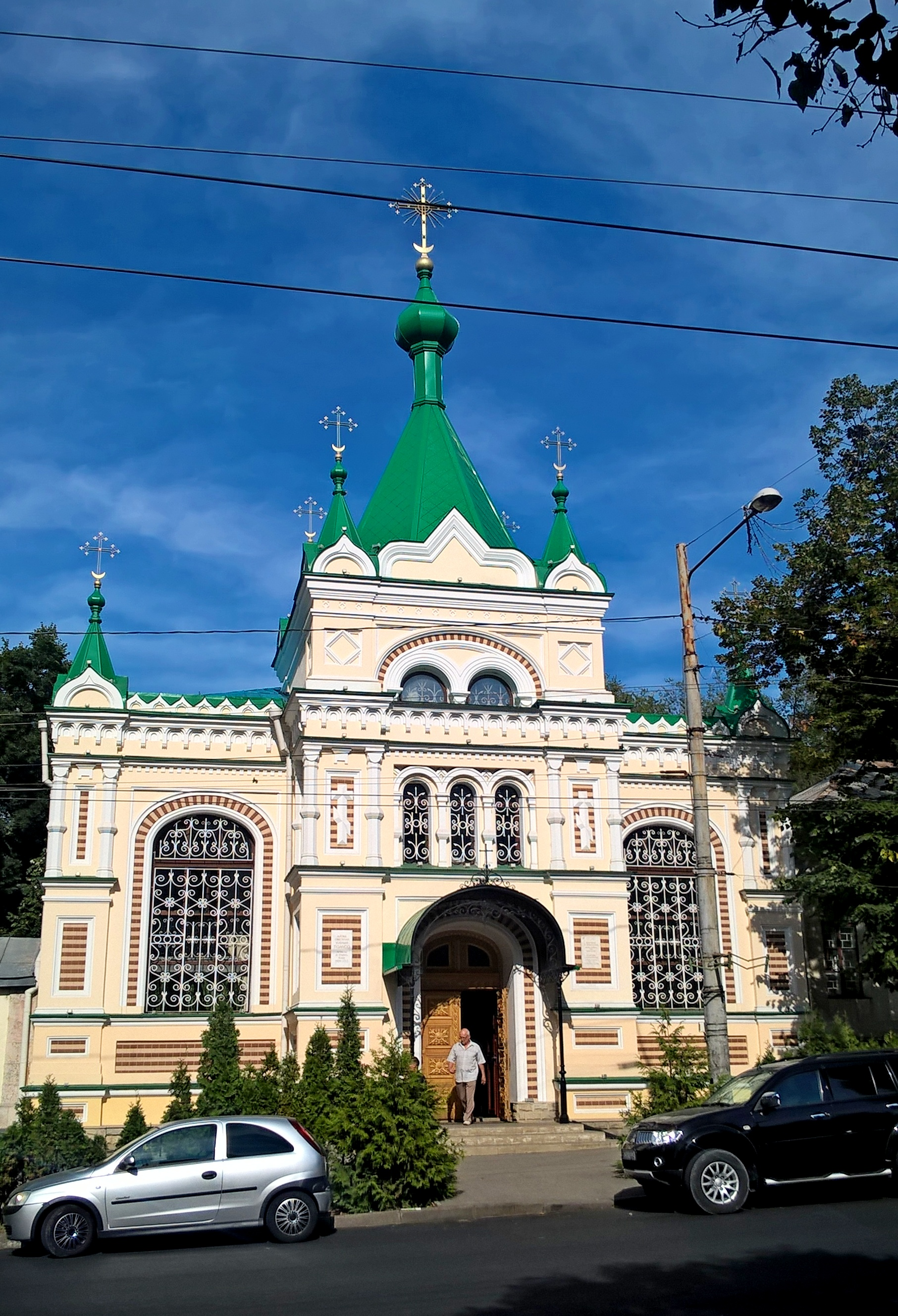
Cerkiew św. Mikolaja

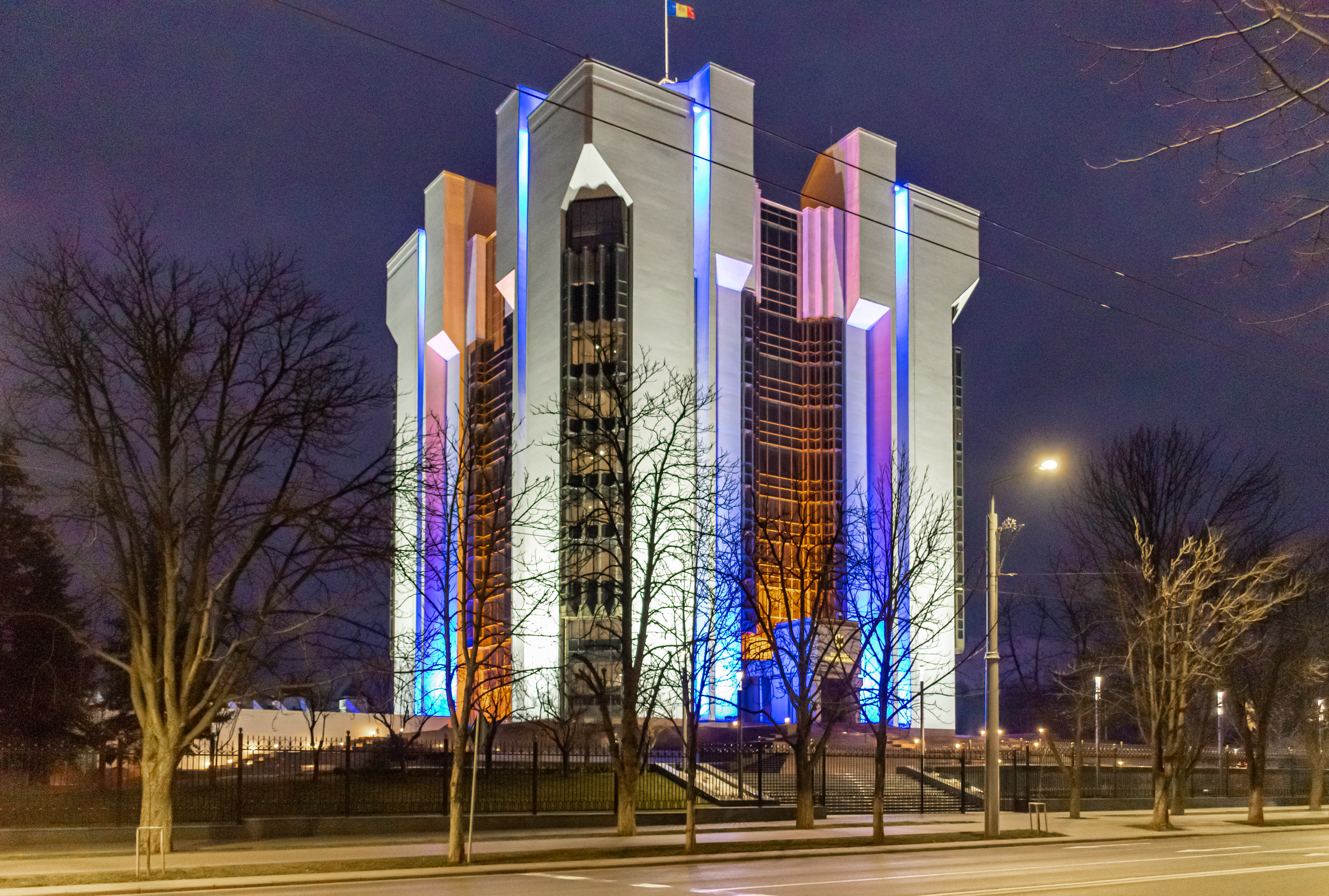
Pałac prezydencki w Kiszyniowie

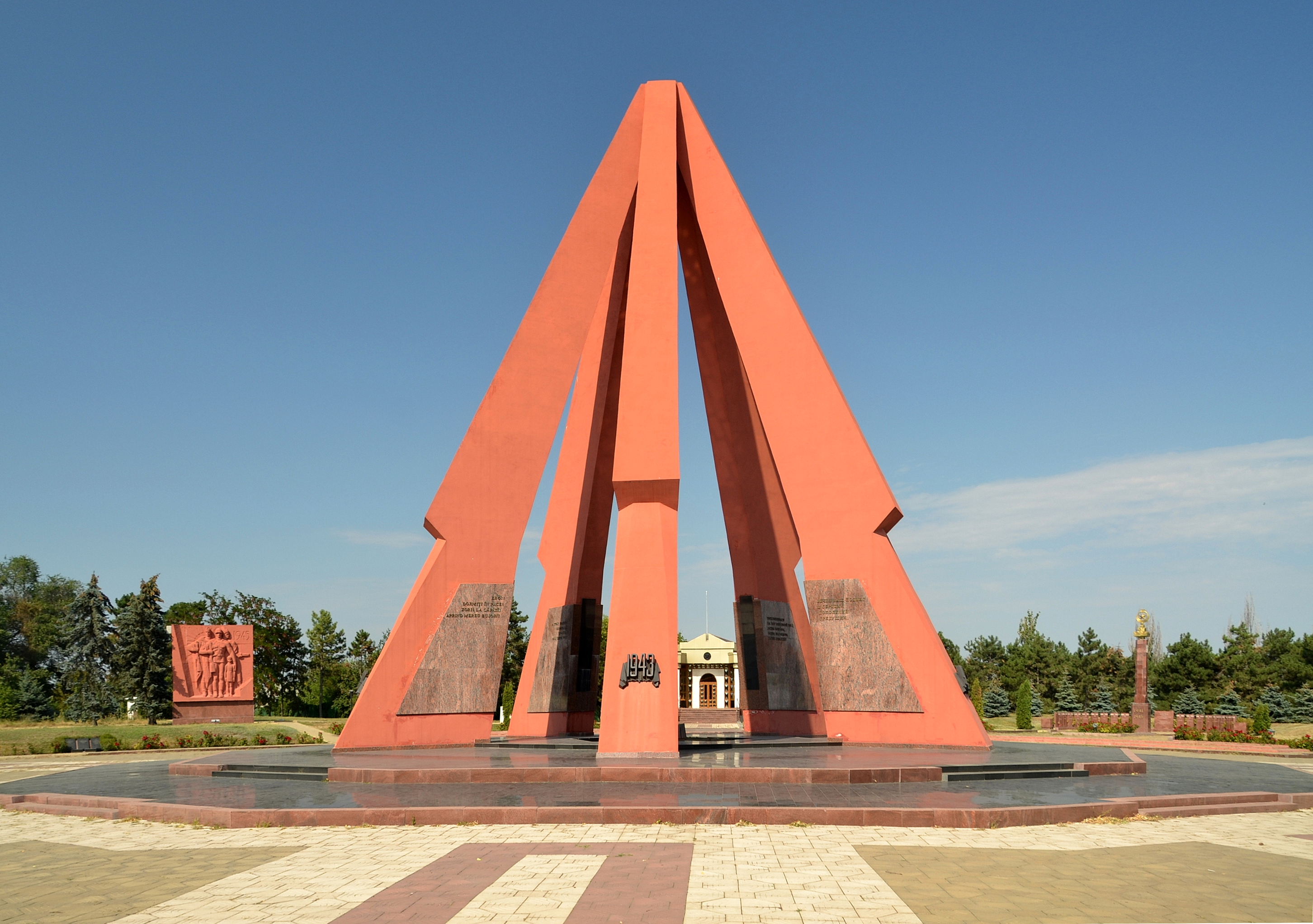
Eternitate

- Sobór Narodzenia Pańskiego z XIX wieku[3]
- cerkiew Opieki Matki Bożej z XVIII w. – najstarsza budowla w mieście[11]
- Sobór św. Teodory z Sihli z 1895 roku
- Sobór Wniebowstąpienia Pańskiego z 1830[12]
- Cerkiew św. Haralampiusza z 1836[13]
- Sobór Przemienienia Pańskiego z lat 1899–1902[14]
- Cerkiew św. Pantelejmona z lat 1887–1891[15]
- Cerkiew św. Włodzimierza(inne języki) z lat 1900[16]
- Monaster Ciuflea[17]
- Cerkiew św. Jerzego z 1819[18]
- Katedra rzymskokatolicka Opatrzności Bożej z 1840 roku
- Synagoga Chóralna z 1913 r.
- Synagoga szklarzy z 1910 r.
- ruiny kompleksu synagogi i przytułku z pocz. XX w.[19]
- bulwar Stefana Wielkiego
- domy z XIX wieku[3]
- łuk triumfalny[3]
- ogród zoologiczny
- Narodowe Muzeum Sztuki – budynek powstał w 1906 roku w stylu baroku wiedeńskiego[20]
- ratusz z przełomu XIX i XX w.[21]
- kompleks pomnikowy Wieczność (Complexul Memorial Eternitate) – powstały w 1975 roku monumentalny pomnik poległych z „wiecznym ogniem”, otoczony płaskorzeźbami poświęconymi Armii Czerwonej. W sąsiedztwie cmentarz żołnierzy radzieckich
- budynek gimnazjum żeńskiego Julii von Heyking z 1885 roku
- willa Aleksandra Mimiego
- budynek Cyrku z 1981 roku[22]

## Gospodarka
Kiszyniów jest najbardziej rozwiniętym gospodarczo miastem Mołdawii, jest też głównym węzłem transportowym. W Kiszyniowie rozwijają się głównie: przemysł spożywczy (liczne winiarnie), przetwórstwo warzyw i owoców, przemysł tytoniowy, tekstylny i materiałów budowlanych.

## Transport
Nieopodal Kiszyniowa, 13 km na południowy wschód, znajduje się międzynarodowy port lotniczy, który w 2012 r. obsłużył 1,22 mln pasażerów. Lotnisko zapewnia bezpośrednie połączenia z głównymi portami Europy oraz Rosji. Ponadto stacja kolejowa Chișinău stanowi węzeł na linii Stambuł – Moskwa.

## Edukacja i kultura

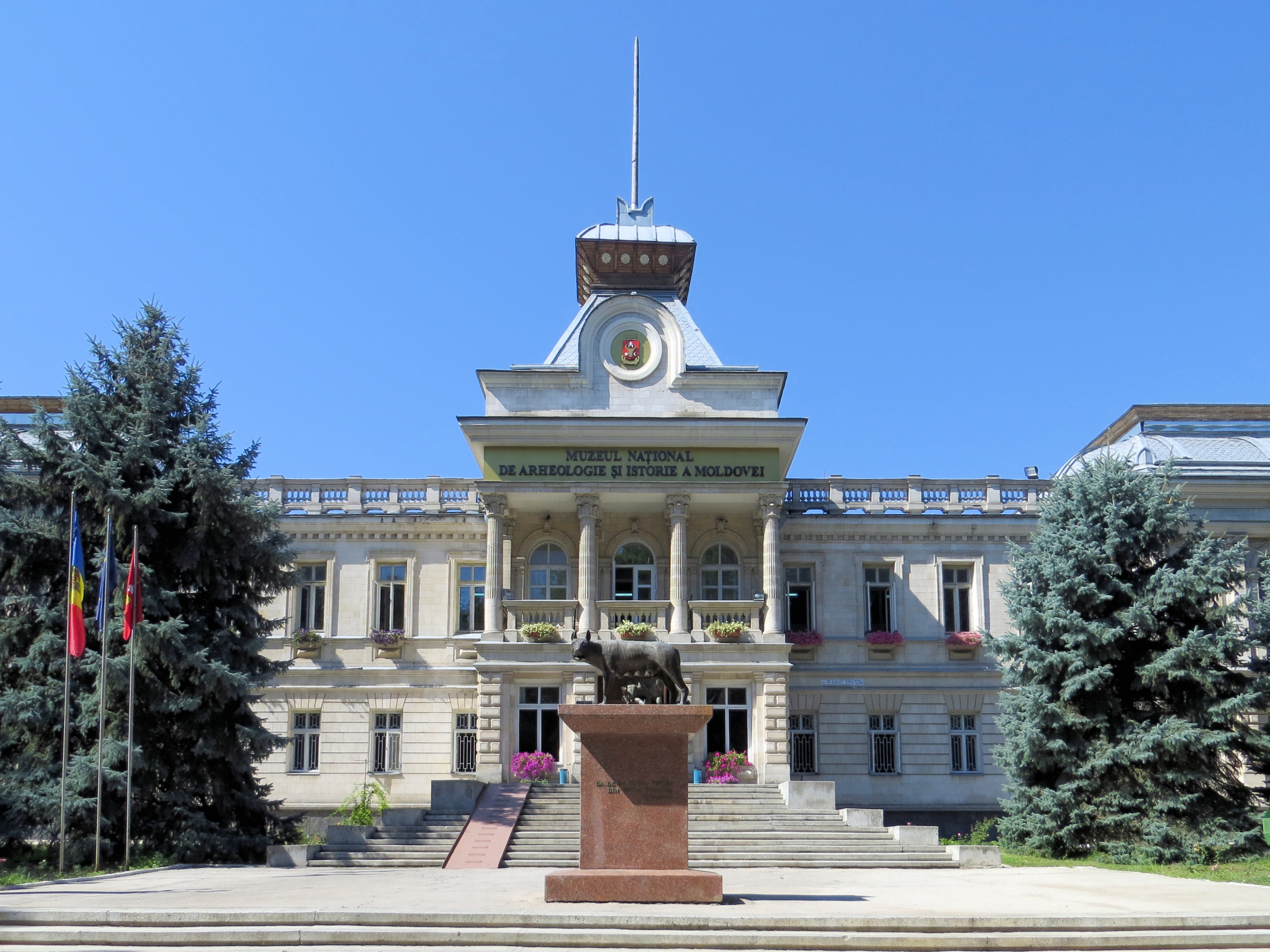
Muzeum Narodowe Archeologii i Historii

Kiszyniów jest siedzibą 12 publicznych i 11 niepublicznych uczelni. Ponadto w Kiszyniowie mieszczą się liczne teatry, muzea i placówki kulturalne.

## Sport
W mieście swoją siedzibę ma założony w 1947 roku klub piłkarski Zimbru Kiszyniów, który domowe mecze rozgrywa na stadionie Zimbru. Siedzibę ma tu również klub piłkarski Dacia Kiszyniów. Przed wojną w Kiszyniowie istniały kluby piłkarskie takie jak Mihai Viteazul Kiszyniów czy Fulgerul CFR Kiszyniów.

## Religia
Kiszyniów jest siedzibą eparchii kiszyniowskiej Mołdawskiego Kościoła Prawosławnego; jej zwierzchnik stoi na czele całej Cerkwi mołdawskiej, uznającej zwierzchność Patriarchatu Moskiewskiego. Swoją siedzibę w Kiszyniowie ma również metropolia Besarabii Rumuńskiego Kościoła Prawosławnego. Kiszyniów jest siedzibą biskupa katolickiej diecezji kiszyniowskiej. W Kiszyniowie znajduje się również Biuro Oddziału nadzorujące działalność Świadków Jehowy w Mołdawii.

## Osobistości

### Związani z Kiszyniowem
- Dan Bălan – mołdawski piosenkarz
- Maria Cebotari – śpiewaczka operowa
- Eugenia Crușevan – pierwsza kobieta–adwokat Besarabii
- Antoni Demianowicz – polski zoolog, pszczelarz, profesor
- Iona Jakir – radziecki dowódca wojskowy
- Alexei Mateevici – mołdawski duchowny prawosławny i poeta
- Tadeusz Kossakowski – polski inżynier, „cichociemny”, generał dywizji Wojska Polskiego
- Vasile Stati – mołdawski językoznawca
- Cezary Szyszko – polski prawnik

### Mieszkali w Kiszyniowie
- Aleksandr Puszkin – rosyjski pisarz
- Constantin Negruzzi – rumuński poeta
- Lew Tołstoj – rosyjski pisarz
- Leonid Breżniew – radziecki polityk
- Anastasija Gołowina – pierwsza bułgarska kobieta–lekarz

## Galeria

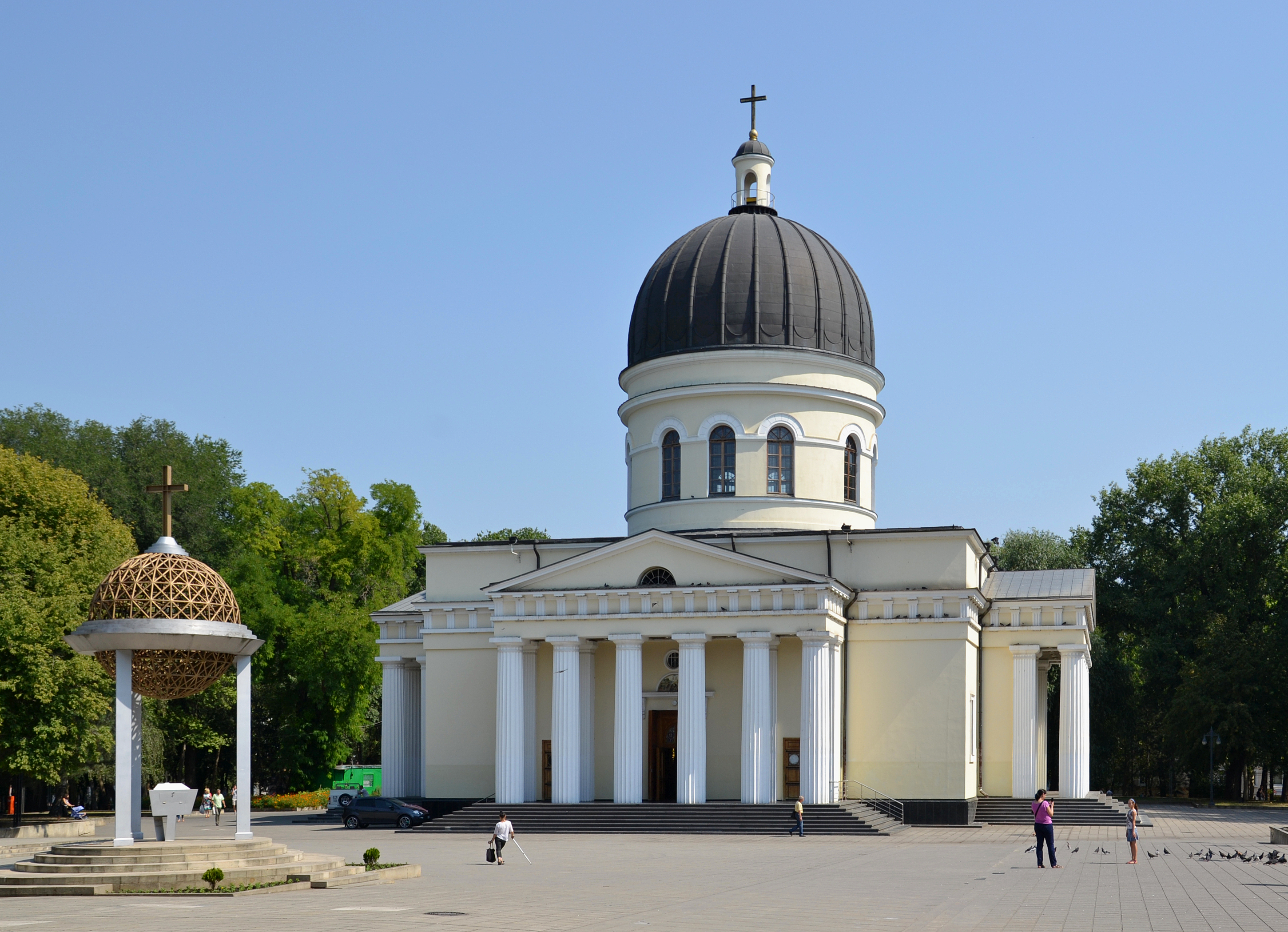
Cerkiew Narodzenia Pańskiego
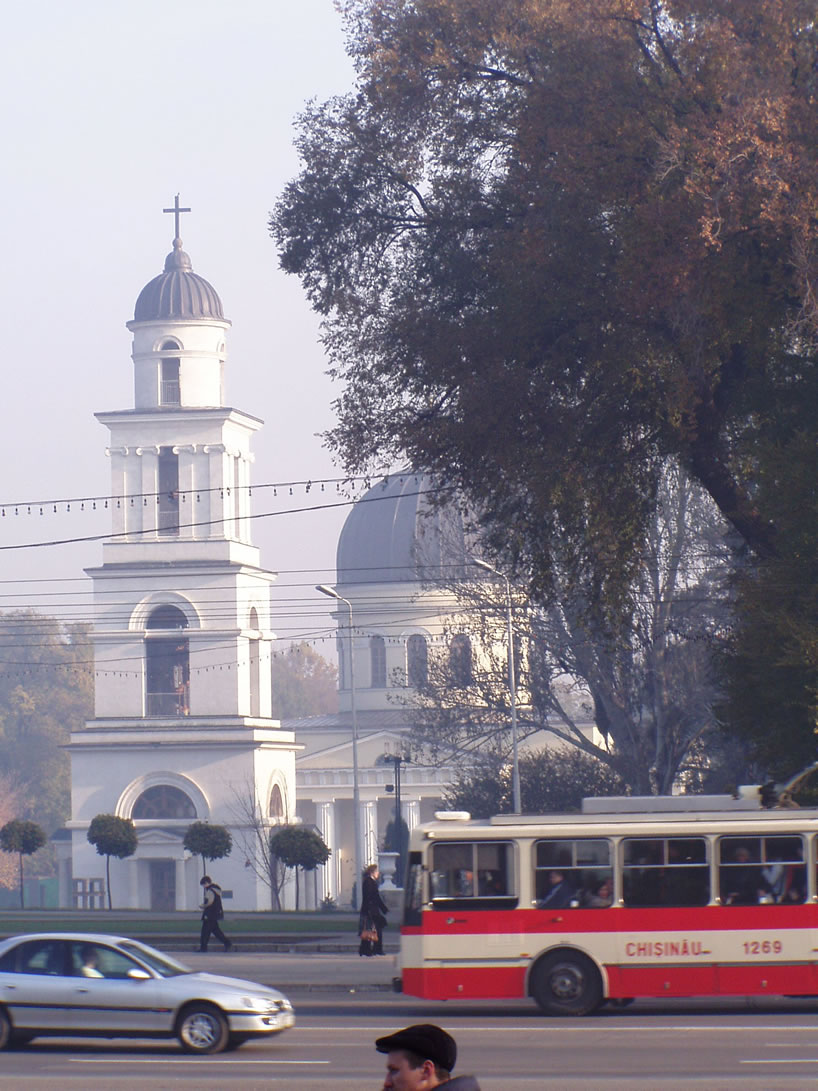
Centrum miasta
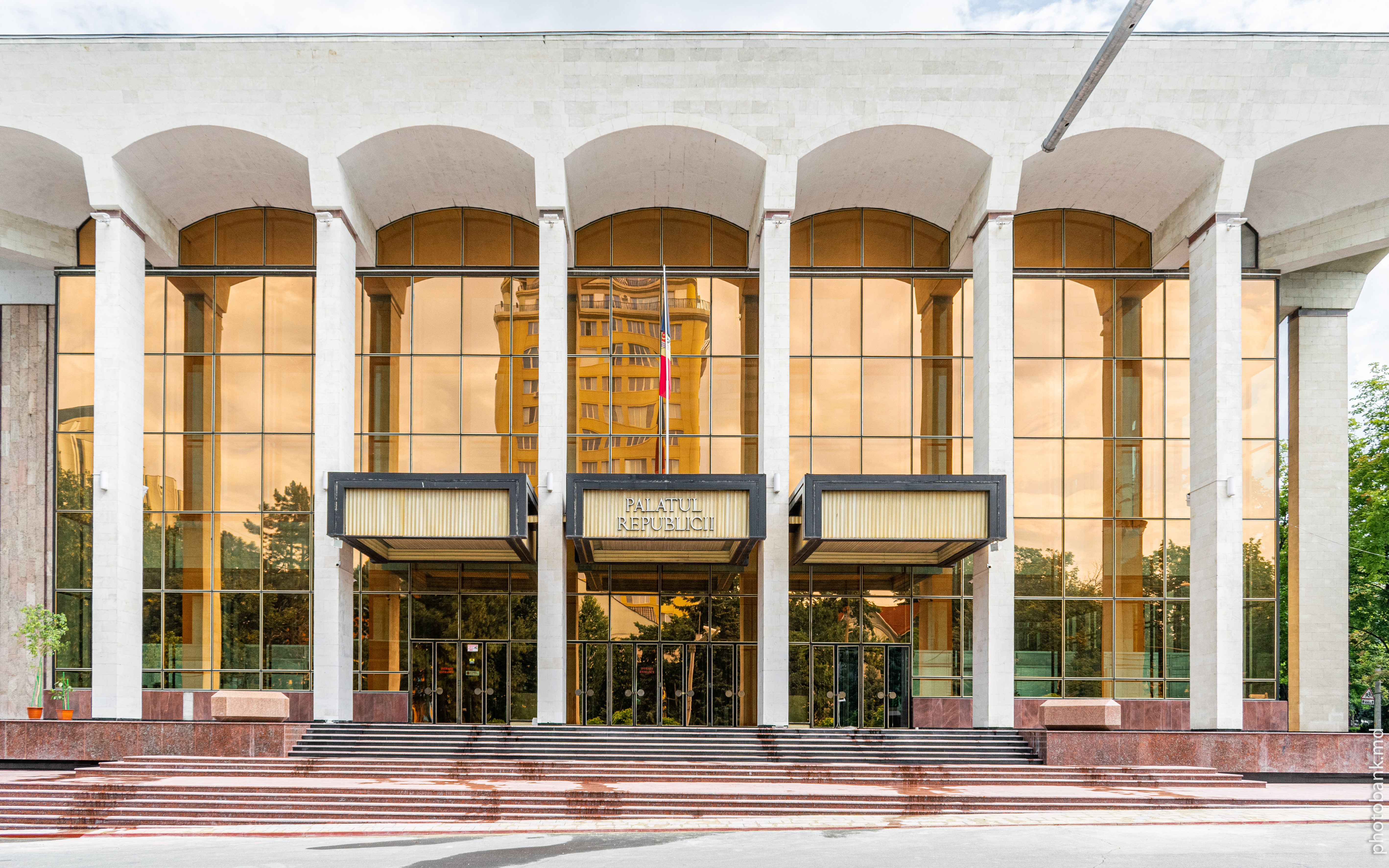
Pałac Republiki
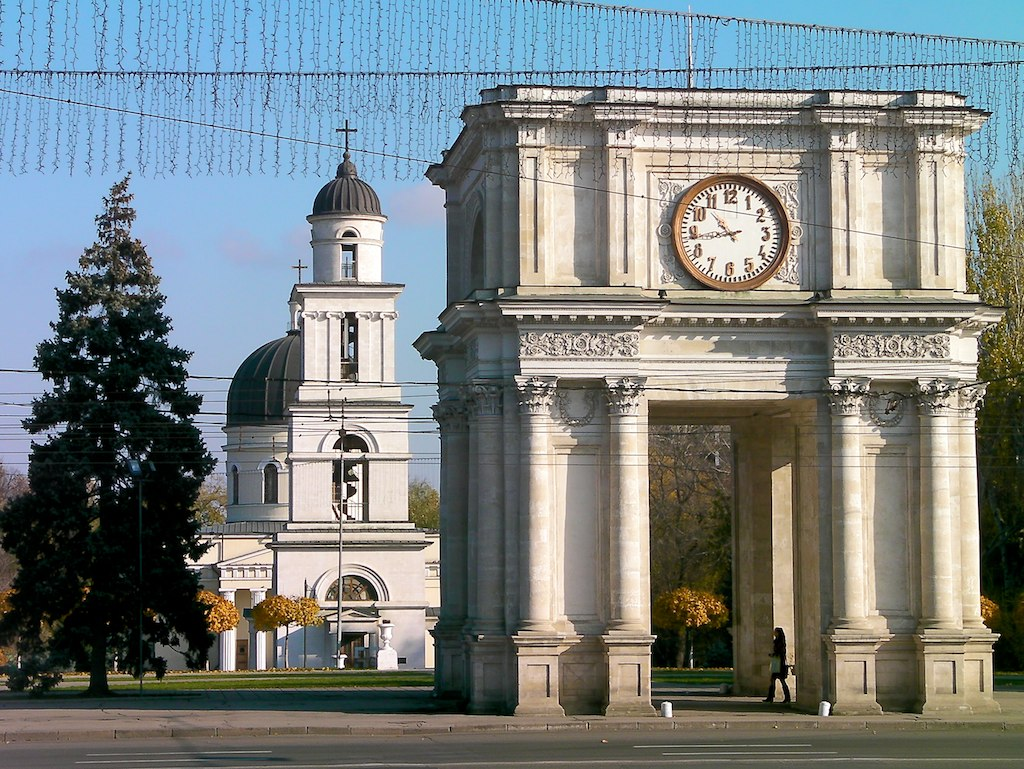
Łuk triumfalny
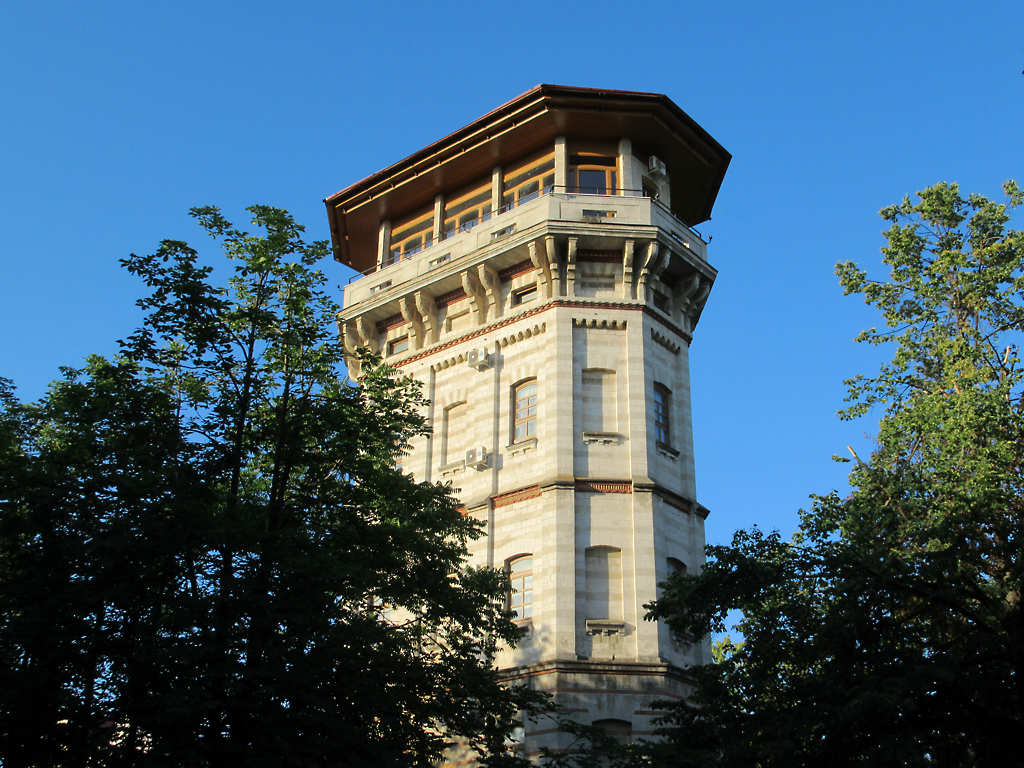
Wieża ciśnień
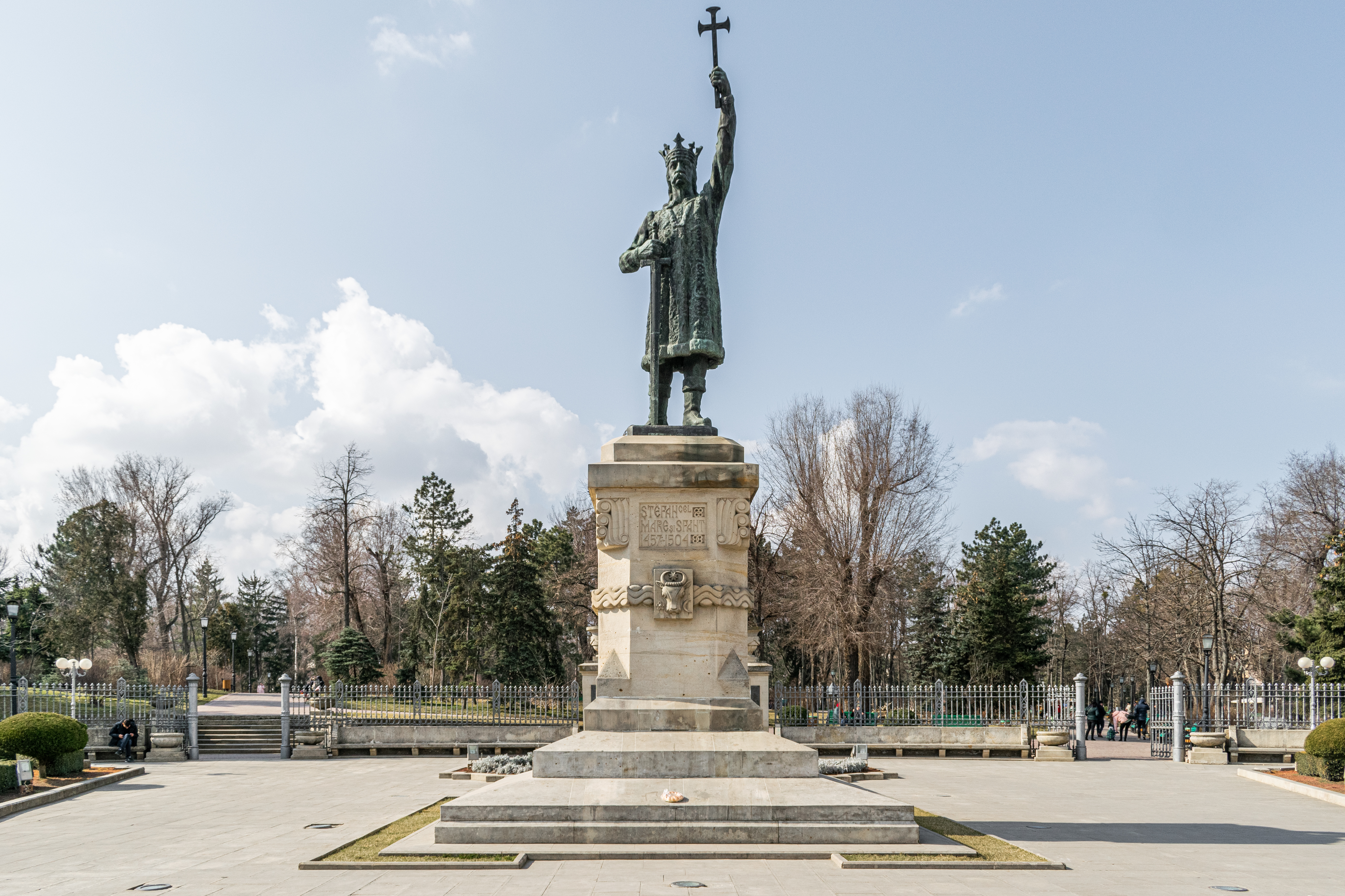
Pomnik Stefana III Wielkiego
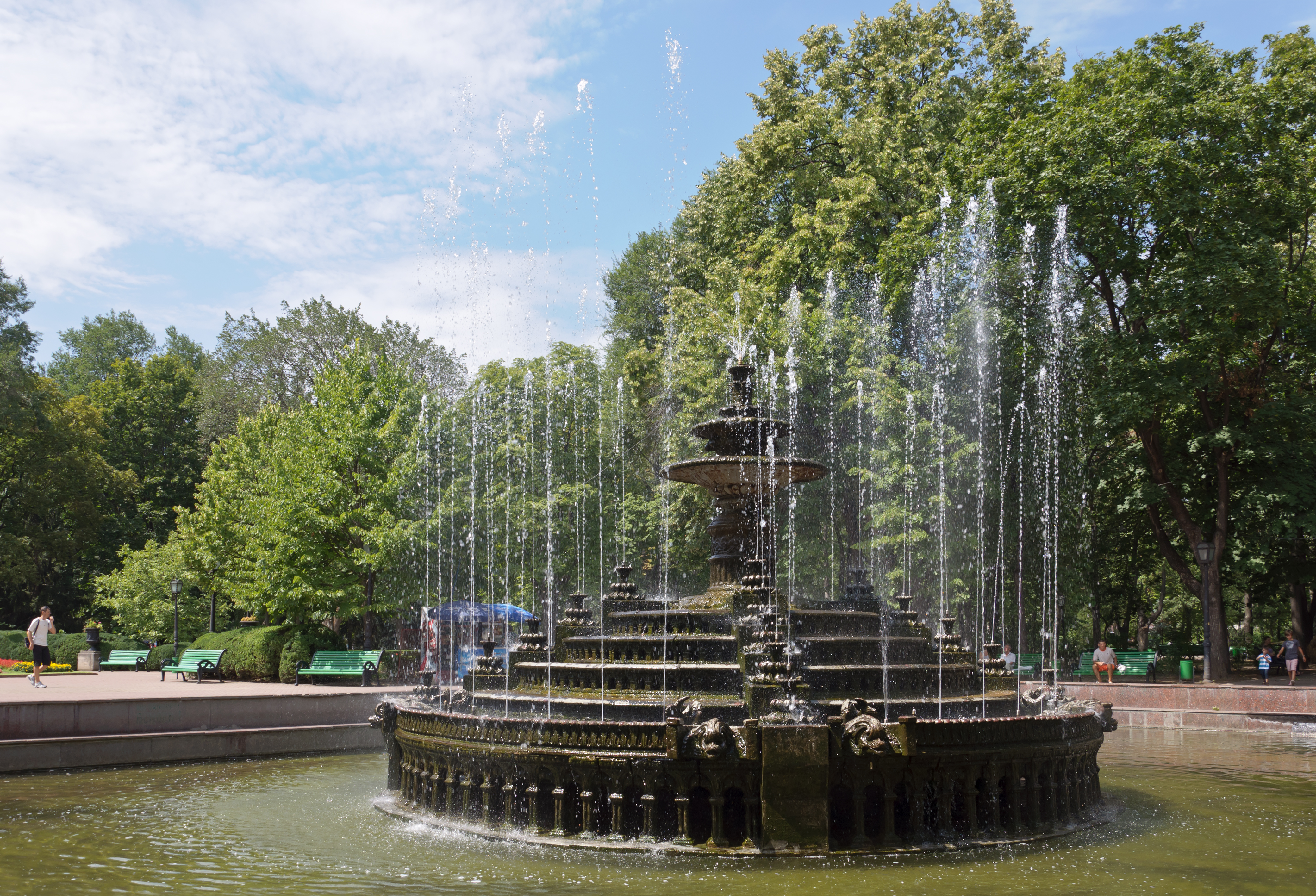
Park Stefana Wielkiego
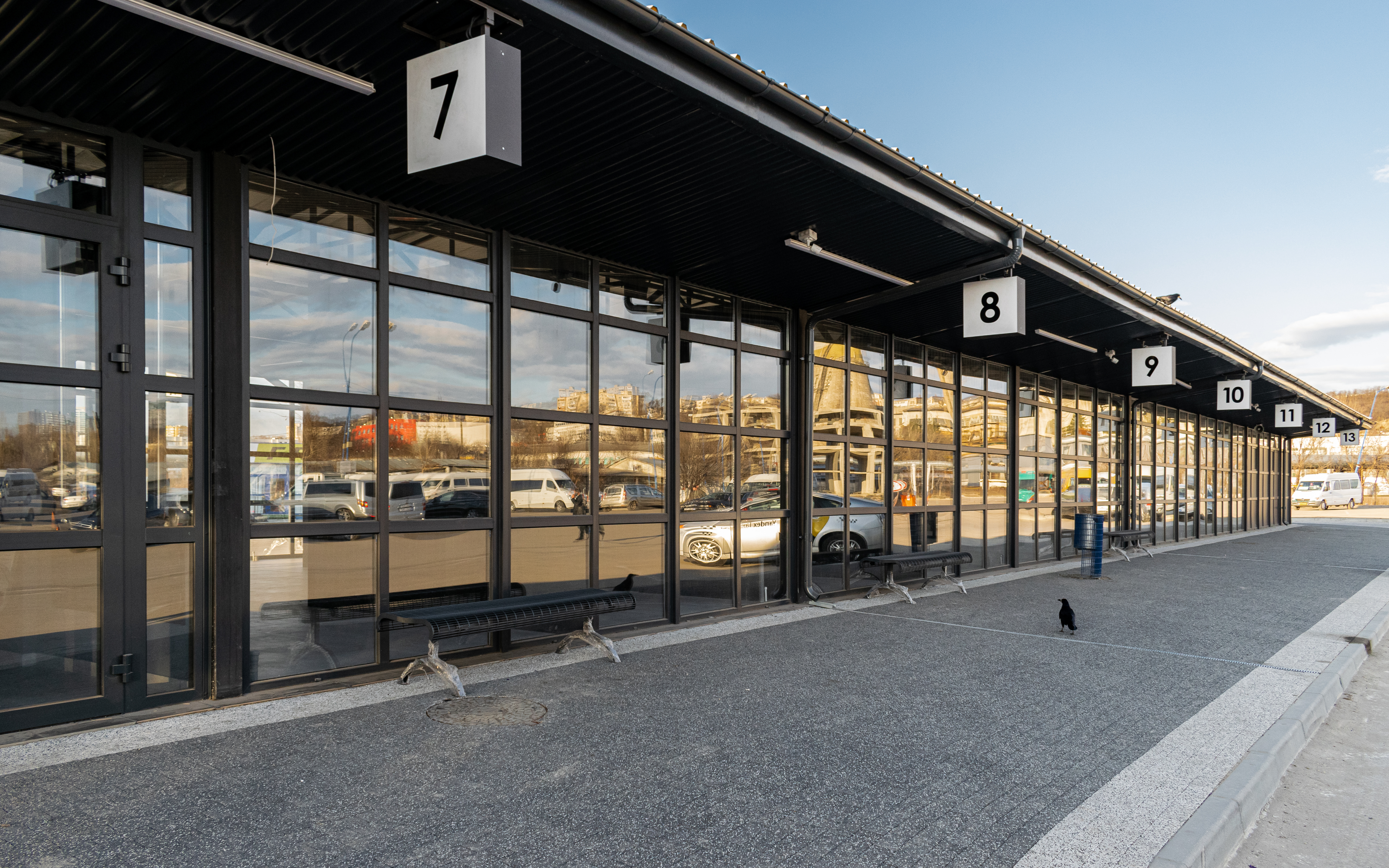
Północny dworzec autobusowy
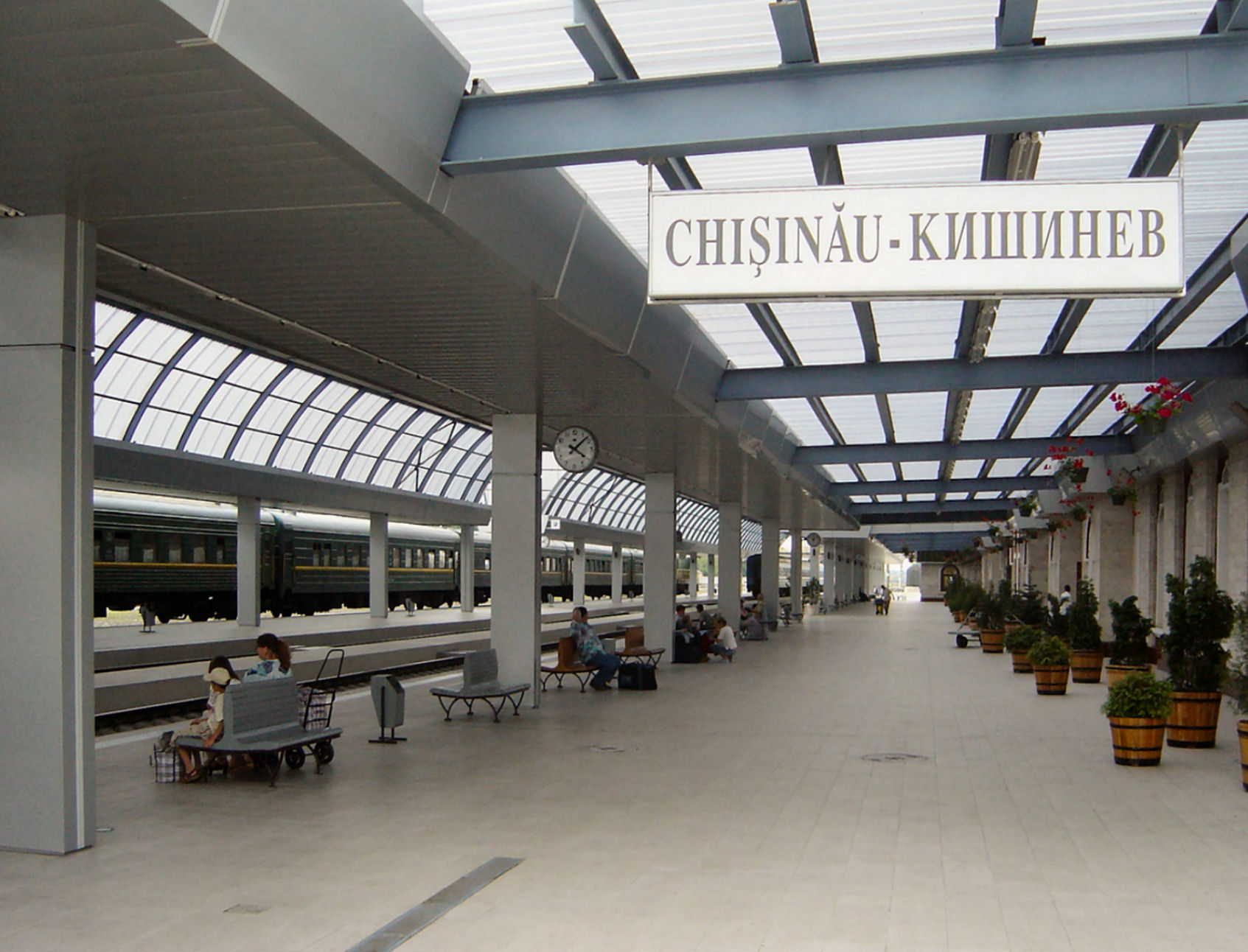
Dworzec kolejowy
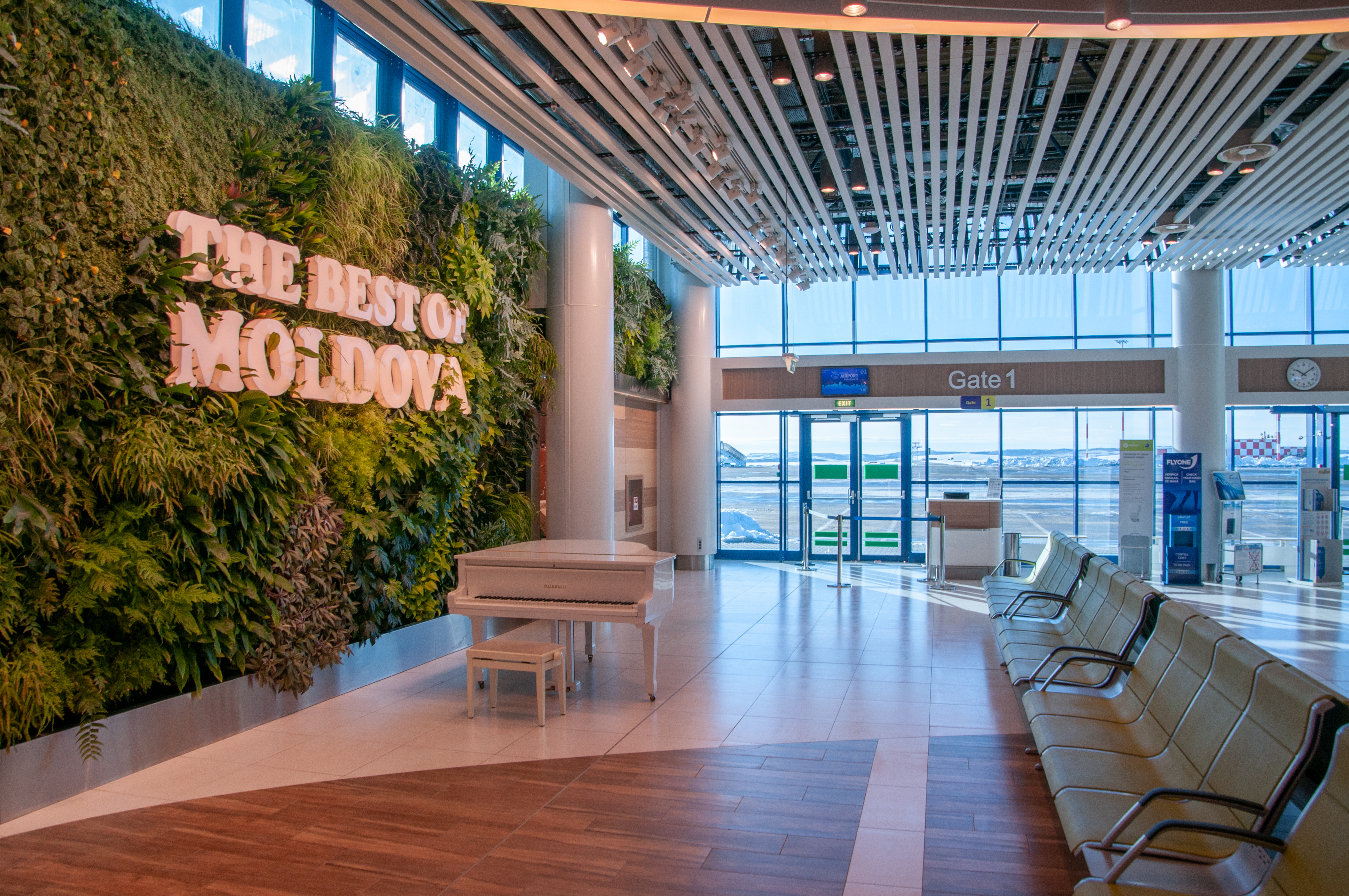
Port lotniczy Kiszyniów
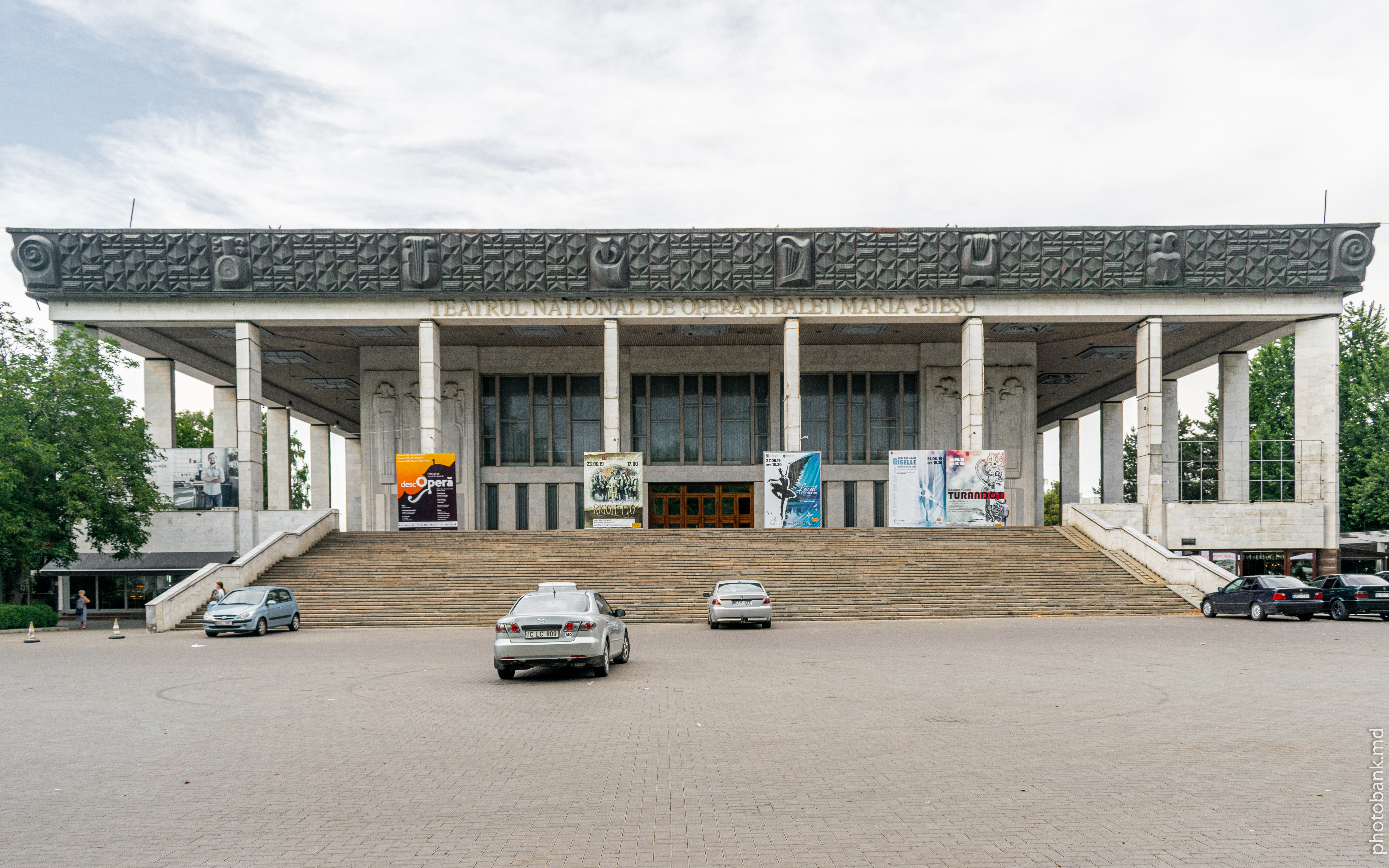
Opera
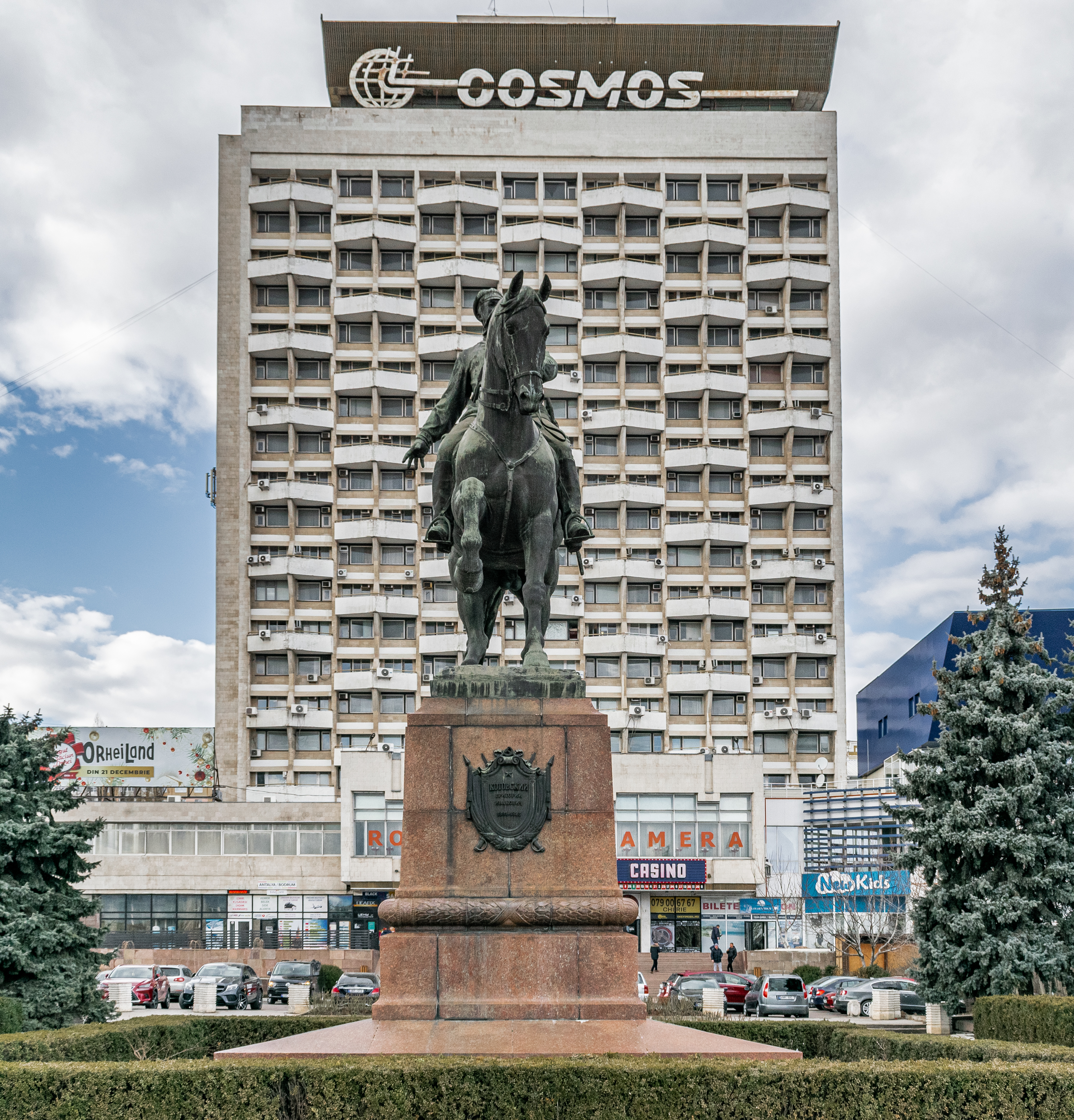
Hotel Cosmos

## Miasta partnerskie
- Akhisar, Turcja
- Ankara, Turcja
- Bukareszt, Rumunia
- Erywań, Armenia
- Eskişehir, Turcja
- Greensboro, Stany Zjednoczone
- Grenoble, Francja
- Jassy, Rumunia
- Kijów, Ukraina
- Mannheim, Niemcy
- Odessa, Ukraina
- Patras, Grecja
- Reggio nell’Emilia, Włochy
- Sacramento, Stany Zjednoczone
- Tbilisi, Gruzja
- Tel Awiw-Jafa, Izrael
- Wilno, Litwa